# シュテファン・シュタナリウス
シュテファン・シュタナリウス（Stefan Stannarius、1961年10月20日 - ）は、東ドイツ、ゲーラ県（現在のテューリンゲン州）Gräfenthal出身の元スキージャンプ選手。1980年代前半に活躍した。 

## プロフィール
シュタナリウスは1982年3月20日にチェコスロバキアのシュトルブスケ・プレソで行われた90m級でスキージャンプ・ワールドカップにデビュー、14位となってポイントを獲得した。翌1983年1月30日にはスイス・エンゲルベルクで自己最高位となる3位入賞を果たした。
1984年のサラエボオリンピック代表に選ばれ、70m級で4位入賞、90m級9位の成績を残した。
1985年ノルディックスキー世界選手権70m級12位となったが、このシーズン限りで23歳の若さながら現役を引退した。